# ادواردو تئوس
ادواردو تئوس (انگلیسی: Eduardo Teus; ۶ نوامبر ۱۸۹۶ – ۸ اکتبر ۱۹۵۸ (61 years)) بازیکن فوتبال اهل اسپانیا بود.
از باشگاه‌هایی که در آن بازی کرده‌است می‌توان به باشگاه فوتبال رئال مادرید اشاره کرد.